# Krzysztof Soszynski
Krzysztof Soszynski (Stalowa Wola, 2 de agosto de 1977) é um ex-lutador de MMA polonês naturalizado canadense. Ele lutou em Los Angeles na International Fight League (IFL). Após o fim da organização, ele se transferiu para o UFC, aparecendo na 8ª temporada do The Ultimate Fighter.

## Início da vida
Soszynski nasceu em Stalowa Wola, na Polônia. Ele viveu lá até 10 anos de idade quando sua família mudou-se para Winnipeg, Manitoba, Canadá. Ele jogou  futebol para Maples Colegiada, mas depois virou-se para fisiculturismo e depois wrestling. 

### As artes marciais
Soszynski era um wrestler profissional por um tempo. Depois de aprender alguns movimentos de  Judôcom um wrestler profissional companheiro  Bad News Brown que foi um medalhista de bronze no judô em Jogos Olímpicos de 1976, Soszynski decidiu que seu futuro estava nas artes marciais mistas. 
Ele também treina com Dan Henderson em Team Quest, em Temecula, Califórnia ao lado de Rameau Thierry Sokoudjou.

## Carreira nas artes marciais

### The Ultimate Fighter
Soszynski entrou The Ultimate Fighter, onde ele derrotou Mike Stewart e Kyle Kingsbury no caminho para as semifinais, onde perdeu para Vinicius Magalhães.

### Ultimate Fighting Championship
Soszynski fez sua estréia contra o ex-companheiro de elenco Ultimate Fighter Shane Primm, a quem derrotou por kimura. Foi premiado com Submissão da Noite. Sua segunda luta foi em UFC 97, onde Soszynski ganhou o prêmio consecutivo de Submissão da Noite , forçando o ex-Marinha e ex-campeão meio-pesado  WEC Brian Stann bater para uma Kimura.
Soszynski assumiu como uma substituição tardia para Houston Alexander e ele ganhou de André Gusmão às 3:17 no primeiro round de sua luta preliminar em UFC 98. Soszynski, em seguida, entrou em cena como um substituto um doente Matt Hamill para lutar com Brandon Vera em UFC 102 em Portland, Oregon. 
Soszynski encarou Stephan Bonnar em 21 Fevereiro 2010 no UFC 110. Soszynski venceu por TKO terceiro round devido a um corte, mas a vitória foi ofuscada por uma cabeçada acidental que causou o corte, criando polêmica sobre a vitória. Ambos os lutadores afirmaram que havia a necessidade de uma revanche. Seu desejo foi concedido depois que os dois tiveram sua revanche em UFC 116. Na próximo luta, Soszynski foi pego por um joelho de Bonnar na segundo round e perdeu por TKO depois de tomar vários socos sem resposta. A luta foi premiada como "Luta da Noite" ao lado da luta Leben / Akiyama, dando todos os lutadores um extra de $ 75.000 para seu pagamento. 
Soszynski encara Goran Reljic em 13 de novembro, 2010 no UFC 122. Ele ganhou a luta por decisão unânime. 
Soszynski foi programado para enfrentar Anthony Perosh em 11 de junho de 2011, UFC 131. No entanto, Perosh foi forçado a sair da luta com uma lesão e substituído por Igor Pokrajac. Pokrajac também estava lesionado e substituído por regressar o veterano do UFC Mike Massenzio. Ele derrotou Massenzio por decisão unânime.
Soszynski / Pokrajac ocorreu em 10 de dezembro de 2011, UFC 140. Soszynski foi atacado desde o início com um direto de direita de Pokrajac, que o seguiu por todo o octagon, e para o chão atacando constantemente, resultando em um nocaute. No blog de vídeo postado Dana White, presidente do UFC, do UFC 141, houve cenas de Soszynski após sua perda KO para Pokrajac e foi visto, alegando que ele está se aposentando do MMA. Mais tarde, ele alegou que não tem memória do que ocorreu no vídeo e diz que seu futuro na luta MMA vai depender o que os médicos dizem.
No dia 15 de agosto de 2014, Soszynski anunciou oficialmente a sua aposentadoria do MMA.

## Vida Pessoal
Soszynski tem uma esposa chamada Geneviève. Ele também tem um filho chamado Nicholas de um relacionamento anterior.

## Cartel no MMA
| Cartel no MMA       |             |             |
| 39 lutas            | 26 vitórias | 12 derrotas |
| Por nocaute         | 10          | 6           |
| Por finalização     | 11          | 1           |
| Por decisão         | 3           | 5           |
| Por desqualificação | 2           | 0           |
| Empates             | 1           | 1           |

| Resultado | Cartel  | Oponente          | Método                                | Evento                                  | Data       | Assalto | Tempo | Local                                 | Notas                                       |
| --------- | ------- | ----------------- | ------------------------------------- | --------------------------------------- | ---------- | ------- | ----- | ------------------------------------- | ------------------------------------------- |
| Derrota   | 26-12-1 | Igor Pokrajac     | Nocaute (Socos)                       | UFC 140: Jones vs. Machida              | 10/12/2011 | 1       | 1:35  | Toronto, Canadá                       |                                             |
| Vitória   | 26-11-1 | Mike Massenzio    | Decisão (Unânime)                     | UFC 131: Lesnar vs. Dos Santos          | 11/06/2011 | 3       | 5:00  | Vancouver, Columbia Britânica, Canadá |                                             |
| Vitória   | 25-11-1 | Goran Reljic      | Decisão (Unânime)                     | UFC 122: Marquardt vs. Okami            | 13/11/2010 | 3       | 5:00  | Oberhausen, Alemanha                  |                                             |
| Derrota   | 24-11-1 | Stephan Bonnar    | Nocaute Técnico (Joelhada e Socos)    | UFC 116: Lesnar vs. Carwin              | 03/07/2010 | 2       | 3:08  | Las Vegas, Nevada, EUA                | Recebeu o prêmio de "Luta da Noite".        |
| Vitória   | 24-10-1 | Stephan Bonnar    | Nocaute Técnico (Corte)               | UFC 110: Nogueira vs. Velasquez         | 21/02/2010 | 3       | 1:04  | Sydney, Austrália                     |                                             |
| Derrota   | 23-10-1 | Brandon Vera      | Decisão (Unânime)                     | UFC 102: Couture vs. Nogueira           | 29/08/2009 | 3       | 5:00  | Portland, Oregon, EUA                 |                                             |
| Vitória   | 23-9-1  | André Gusmão      | Nocaute (Socos)                       | UFC 98: Evans vs. Machida               | 23/05/2009 | 1       | 3:17  | Las Vegas, Nevada, EUA                |                                             |
| Vitória   | 22-9-1  | Brian Stann       | Finalização (Kimura)                  | UFC 97: Redemption                      | 18/04/2009 | 1       | 3:53  | Montreal, Quebec, Canadá              | Recebeu o prêmio de "Finalização da Noite". |
| Vitória   | 21-9-1  | Shane Primm       | Finalização (Kimura)                  | The Ultimate Fighter 8 Finale           | 13/12/2008 | 2       | 3:27  | Las Vegas, Nevada, EUA                | Recebeu o prêmio de "Finalização da Noite". |
| Vitória   | 20-9-1  | Marcus Hicks      | Finalização (Kimura)                  | UCW 11: Hell in the Cage                | 11/04/2008 | 1       | N/A   | Winnipeg, Manitoba, Canadá            |                                             |
| Vitória   | 19-9-1  | Alex Andrade      | Desclassificação (Chute Baixo Ilegal) | Ring of Combat 18                       | 07/03/2008 | 2       | 4:46  | Nova Jersey, EUA                      |                                             |
| Vitória   | 18-9-1  | Robert Villegas   | Desclassificação                      | HDNet Fights: Reckless Abandon          | 15/12/2007 | 2       | 3:15  | Texas, EUA                            |                                             |
| Derrota   | 17-9-1  | Ben Rothwell      | Nocaute Técnico (Socos)               | IFL: 2007 Semifinals                    | 02/08/2007 | 1       | 0:13  | Nova Jersey, EUA                      |                                             |
| Derrota   | 17-8-1  | Reese Andy        | Decisão (Dividida)                    | IFL: Everett                            | 01/06/2007 | 3       | 4:00  | Everett, Washington, EUA              |                                             |
| Vitória   | 17-7-1  | Dan Christison    | Decisão (Unânime)                     | IFL: Los Angeles                        | 17/03/2007 | 3       | 4:00  | Califórnia, EUA                       |                                             |
| Derrota   | 16-7-1  | Mike Whitehead    | Decisão (Unânime)                     | IFL: Championship Final                 | 29/12/2006 | 3       | 4:00  | Connecticut, EUA                      |                                             |
| Vitória   | 16-6-1  | Devin Cole        | Finalização (Chave de Braço)          | IFL: World Championship Semifinals      | 02/11/2006 | 2       | 1:14  | Oregon, EUA                           |                                             |
| Vitória   | 15-6-1  | Icho Larenas      | Nocaute Técnico (Interrupção Médica)  | TKO 27: Reincarnation                   | 29/09/2006 | 3       | 0:00  | Montreal, Quebec, Canadá              |                                             |
| Vitória   | 14-6-1  | Tom Howard        | Nocaute Técnico (Socos)               | IFL: Portland                           | 09/09/2006 | 1       | 3:47  | Portland, Oregon, EUA                 |                                             |
| Vitória   | 13-6-1  | Yan Pellerin      | Finalização (Kimura)                  | TKO 26: Heatwave                        | 30/06/2006 | 1       | 1:30  | Quebec, Canadá                        |                                             |
| Derrota   | 12-6-1  | Ben Rothwell      | Nocaute Técnico (Socos)               | IFL: Legends Championship 2006          | 29/04/2006 | 1       | 3:59  | Nova Jersey, EUA                      |                                             |
| Empate    | 12-5-1  | Mike Kyle         | Empate Técnico                        | Strikeforce: Shamrock vs. Gracie        | 10/03/2006 | 1       | 2:02  | Califórnia, EUA                       |                                             |
| Derrota   | 12-5    | Brian Schall      | Nocaute Técnico (Socos)               | TKO 24: Eruption                        | 28/01/2006 | 3       | 3:00  | Quebec, Canadá                        |                                             |
| Derrota   | 12-4    | Martin Desilets   | Nocaute Técnico (Interrupção Médica)  | TKO 23: Extreme                         | 05/11/2005 | 2       | 1:30  | Quebec, Canadá                        |                                             |
| Derrota   | 12-3    | Matt Horwich      | Finalização (Mata-Leão)               | Freedom Fight: Canada vs. USA           | 09/07/2005 | 2       | 0:52  | Quebec, Canadá                        |                                             |
| Vitória   | 12-2    | Ron Fields        | Finalização (Chave de Braço)          | UCW 2: Caged Inferno                    | 18/06/2005 | 1       | 2:25  | Winnipeg, Manitoba, Canadá            |                                             |
| Vitória   | 11-2    | Jason Day         | Nocaute Técnico (Socos)               | RR 8 - Roadhouse Rumble 8               | 09/04/2005 | 1       | 2:08  | Lethbridge, Alberta, Canadá           |                                             |
| Vitória   | 10-2    | Troy Hadley       | Nocaute Técnico (Socos)               | NFA: Super Brawl                        | 29/01/2005 | 1       | N/A   | North Dakota, EUA                     |                                             |
| Vitória   | 9-2     | Chris Thiel       | Nocaute (Socos)                       | Ultimate Cage Wars 1                    | 29/10/2004 | 1       | N/A   | Winnipeg, Manitoba, Canadá            |                                             |
| Vitória   | 8-2     | Wyatt Lewis       | Nocaute (Soco)                        | RITR 1 - Rage in the Ring 1             | 23/10/2004 | 1       | N/A   | Lethbridge, Alberta, Canadá           |                                             |
| Vitória   | 7-2     | Lee Mein          | Submissão (Socos)                     | WFF 7: Professional Shooto              | 23/07/2004 | 2       | 2:06  | Vancouver, Columbia Britânica, Canadá |                                             |
| Derrota   | 6-2     | Chris Tuchscherer | Decisão (Unânime)                     | NFA: Moorhead                           | 12/06/2004 | 3       | 3:00  | Minnesota, EUA                        |                                             |
| Vitória   | 6-1     | Dennis Stull      | Nocaute Técnico (Socos)               | ICC - Trials 2                          | 30/04/2004 | 1       | N/A   | Minnesota, EUA                        |                                             |
| Vitória   | 5-1     | Jack Burton       | Finalização (Mata-Leão)               | ICC - Trials 2                          | 30/04/2004 | 1       | N/A   | Minnesota, EUA                        |                                             |
| Vitória   | 4-1     | Matt Lafromboise  | Submissão (Socos)                     | DFC 1 - Dakota Fighting Championships 1 | 17/04/2004 | 1       | 1:14  | North Dakota, EUA                     |                                             |
| Vitória   | 3-1     | Kyle Olsen        | Submissão (Exaustão)                  | NFA: Best Damn Fights                   | 20/03/2004 | 1       | 4:55  | North Dakota, EUA                     |                                             |
| Vitória   | 2-1     | Ben Konecnec      | Nocaute Técnico (Socos)               | IFA: Ultimate Trials                    | 27/02/2004 | 1       | 0:26  | Iowa, EUA                             |                                             |
| Derrota   | 1-1     | Jason Day         | Decisão (Unânime)                     | RR 8 - Roadhouse Rumble 8               | 01/11/2003 | 2       | 5:00  | Lethbridge, Alberta, Canadá           |                                             |
| Vitória   | 1-0     | Matt Lafromboise  | Submissão (Socos)                     | Absolute Ada Fights 4                   | 13/09/2003 | 1       | 3:23  | Minnesota, EUA                        |                                             |